# Veržej
Veržej (em alemão:  Wernsee) é um município da Eslovênia. A sede do município fica na localidade de mesmo nome, localizada na margem direita do rio Mura.